# Tamnoprsi galeb
Tamnoprsi galeb (latinski: Ichthyaetus hemprichii) vrsta je galeba iz obitelji Laridae, poznata i kao Adenski galeb ili Hemprichov galeb. Kao što je slučaj s mnogim galebovima, tradicionalno je bio smješten u rod Larus.

## Etimologija
Tamnoprsi galeb jedno od svojih imena, kao i latinski naziv, je dobio je u čast njemačkog prirodoslovca Wilhelma Hempricha koji je umro 1825. godine dok je bio na znanstvenoj ekspediciji u Egipat i Bliski Istok sa svojim prijateljem Christianom Gottfriedom Ehrenbergom.

## Rasprostranjenost i stanište
Može ga se pronaći u Bahreinu, Džibutiju, Egiptu, Eritreji, Indiji, Iranu, Izraelu, Jordanu, Keniji, Libanonu, Maldivima, Mozambiku, Omanu, Pakistanu, Kataru, Saudijskoj Arabiji, Somaliji, Šri Lanki, Sudanu, Tanzaniji, Ujedinjenim Arapskim Emiratima i Jemenu.
Nativan je u Crvenom moru, Adenskom zaljevu, Omanskom zaljevu, Perzijskom zaljevu, a njegov se domet proteže čak na istok do Pakistana. Također je nativan na istočnoj obali Afrike, čak na jugu do Tanzanije i Mozambika. Kao skitnica javlja se u Indiji, Šri Lanki, Maldivima, Jordanu, Libanonu, Izraelu i Bahreinu. Obalna je ptica koja rijetko izlazi na more više od 10 km izvan obalnih grebena iako je povremeno viđen 140 km od obale. Često posjećuje luke, obalu, obalne otoke i međuplimnu zonu. Rijetko se kreće u unutrašnjost ili posjećuje slatkovodne lokacije. Nomad je ili djelomična selica i mnoge se populacije nakon razmnožavanja sele prema jugu, iako se čini da su populacije Crvenog mora relativno sjedilačke.

## Ponašanje
Tamnoprsi galeb je grabežljivac i strvinar. Hrani se odbačenom ribom i ribljim iznutricama, ostalim malim ribama koje sam ulovi, kozicama, tek izleglim kornjačama te jajima i pilićima ostalih morskih ptica.
Gniježđenje se odvija tijekom ljeta. Obično se gnijezdi u malim kolonijama na obalnim koraljnim otocima, posebno na vanjskim otocima zaštićenim grebenima sa stijenama, pijeskom i rijetkom vegetacijom. Gnijezda su ponekad osamljena, osobito u Africi, ili mogu biti razasuta među gnijezdima drugih kolonijalnih morskih ptica. Gnijezdo može biti napravljeno tek struganjem u koralju, na izloženom položaju ili može biti zaštićeno koraljnim nadvisom ili zaklonjeno ispod nisko rastućeg mangrova ili grma jurčice.

## Status
IUCN svrstava čađavog galeba u kategoriju "Najmanja zabrinutost". To je zato što ima vrlo širok raspon i ukupna je populacija velika. Vjeruje se da je trend populacije silazan, ali stopa smanjenja nije dovoljna da bi se moglo uvrstiti pticu u kategoriju koja je više ugrožena. Glavne prijetnje s kojima se suočava ptica su istraživanje nafte na nekih tradicionalnih gnijezdilištima tih ptica, melioracija i mogućnost izlijevanja nafte.

## Vanjske poveznice
- Oiseaux (fotografije)

### Ostali prijekti
|  | Zajednički poslužitelj ima stranicu o temi Ichthyaetus hemprichii    |
|  | Zajednički poslužitelj ima još gradiva o temi Ichthyaetus hemprichii |
|  | Wikivrste imaju podatke o taksonu Ichthyaetus hemprichii             |